# Школа Агирре
Школы Агирре (исп. Escuelas Aguirre) — известное здание в стиле неомудехар в Мадриде, Испания. Расположено по адресу: ул. Алькала, 62. Названо в честь Лукаса Агирре, испанского филантропа, финансировавшего строительство школ. Поскольку с 2006 года в здании размещается Casa Árabe e Instituto Internacional de Estudios Árabes y del Mundo Musulmán, в настоящее время оно также известно как Casa Árabe («Арабский дом»).
Это здание в стиле нео-мудехар было спроектировано Эмилио Родригесом Аюсо и построено в 1881–1886 годах. Позже тот же архитектор добавил ограду (1887 г.) и сад (1896–1898 гг.). Впоследствии архитектор Луис Беллидо Гонсалес провёл реконструкцию в 1908–1909 и 1929 годах, а третью реконструкцию с расширением подвала сделали Антонио Флорес Урдапиллета и Бернардо Хинер де лос Риос в 1932–1933 годах.